# Elementary School Musical (Симпсоны)
«Elementary School Musical» (с англ. — «Мюзикл начальной школы») — первый эпизод двадцать второго сезона мультсериала «Симпсоны», премьера которого состоялась 26 сентября 2010 года, а в  России выпущен 24 августа 2012 года на телеканале 2х2. Роли Этана и Курта озвучили специально приглашённые члены музыкального комического дуэта Flight of the Conchords — Брет Маккензи и Джемейн Клемент.

## Сюжет
Ко всеобщему удивлению, Нобелевская премия мира достаётся клоуну Красти, и Гомеру с Бартом выпадает шанс сопровождать комика в Осло на её вручение. Прилетев на место, троица обнаруживает, что самолет был подставной, а Красти обманом заманили в Гаагу, чтобы судить его по всей строгости закона за унижение всей Голландии в своем шоу. Обвинения будут сняты, если Красти предоставит доказательства того, что внёс вклад в западную культуру.
Пока мужчины отсутствуют, Мардж везёт Лизу в лагерь театрального искусства и оставляет её там жить на какое-то время. Юная мисс Симпсон чувствует там себя как в сказке, знакомится с интересными личностями, танцует, поёт, смеется, веселится и получает удовольствие от жизни. Когда приходит время возвращаться домой, Лиза отчаянно упирается, но ничего не может поделать. Решив, что ничего лучше с ней ещё не было, девочка собирает вещи и убегает из дома к своим новым друзьям.